# NGC 5211
NGC 5211 este o liner situată în constelația Fecioara. A fost descoperită în 14 aprilie 1828 de către John Herschel. Se află la o distanță de 55,48 de megaparseci de Pământ.